# اسکورتس
اسکورتس (انگلیسی: Escorts) شرکت خودروسازی هندی است، که در سال ۱۹۶۰ تأسیس شد.